# Erdbeben im Golf von Korinth 1981
Das Erdbeben im Golf von Korinth 1981 ereignete sich Anfang 1981, als der östliche Golf von Korinth in Griechenland innerhalb von elf Tagen von drei Erdbeben mit einer Stärke von mehr als 6 MS heimgesucht wurde. Die Erdbebenserie verursachte weitreichende Schäden in den Städten Korinth und Athen, zerstörte fast 8000 Häuser und forderte etwa 20 Todesopfer.

## Tektonik
Der Golf von Korinth ist ein Gebiet mit aktiver Extension. Die Ursache für diese Ausdehnung wird auf das Zurückrollen der Afrikanischen Platte zurückgeführt, die sich nordwärts unter die Ägäische Platte schiebt. Andere mögliche Mechanismen sind der gravitative Kollaps der im Paläogen bis frühen Neogen verdickten Kruste oder die Auswirkungen der anhaltenden Ausbreitung der Nordanatolischen Verwerfung in Richtung Südwesten.
Der Grabenbruch, aus dem der Golf von Korinth entstanden ist, wird von großen Abschiebungen begrenzt, die sich in ihrer Polarität (Einfallsrichtung) entlang ihrer Länge unterscheiden. Das östliche Ende des Grabens, das den Alkyoniden Golf bildet, wird von nach Norden einfallenden Verwerfungen beherrscht, darunter die Verwerfungen Perachora, Straya, Skinos, Pisia, West-Alkyonides und Ost-Alkyonides. Unmittelbar östlich davon bildet die große, nach Süden verlaufende Kaparelli-Verwerfung die nördliche Grenze der küstennahen Fortsetzung der Riftzone.

## Erdbebenfolge
Das erste Erdbeben der Sequenz ereignete sich am 24. Februar um 20:53. Es hatte eine Magnitude von 6,7 MS und eine maximale Intensität von IX (heftig) auf der Mercalliskala. Das Epizentrum lag am westlichen Ende des Golfs von Alkyonides und es kam zum Bruch der Pisia-Verwerfung und möglicherweise der Skinos-Verwerfung. Die Zuordnung der beobachteten Oberflächenausbrüche zu den ersten beiden Erdbeben der Sequenz bleibt ungewiss, da sie sich in derselben Nacht ereigneten. Der maximale gemessene Versatz an der Pisia-Verwerfung betrug 150 cm, an der Skinos-Verwerfung 100 cm.
Das zweite Erdbeben ereignete sich weniger als sechs Stunden später, am 25. Februar um 02:35, mit einer Magnitude von 6,4 MS, ebenfalls mit einer maximalen Intensität von IX. Das Epizentrum lag im zentralen Teil des Golfs von Alkyonides und betraf den Bruch der Skinos-Verwerfung und möglicherweise der Pisia-Verwerfung.
Das letzte Erdbeben der Sequenz ereignete sich mehr als zehn Tage später, am 4. März um 21:58, ebenfalls mit einer Magnitude von 6,4 MS und einer maximalen Intensität von IX. Das Epizentrum lag unmittelbar östlich des Golfs von Alkyonides, und es handelte sich um den Bruch der Kaparelli-Verwerfung, bei der eine maximale Verschiebung von 100 cm beobachtet wurde.
Die Analyse der Spannungsänderungen im Zusammenhang mit dem Erdbeben vom 24. Februar zeigt einen Anstieg auf den Verwerfungsabschnitten, die bei den beiden anderen Ereignissen zerbrochen sind.

## Schäden
Die Auswirkungen der ersten beiden Erdbeben werden aufgrund ihres geringen Abstands zusammengefasst, wobei eine einzige Isoseistenkarte erstellt wurde. Das Gebiet mit heftigen Erschütterungen (Stufe IX) lag entlang der Südküste des Golfs, wobei sich ein viel größeres Gebiet mit starken Erschütterungen (Stufe VIII) von Xylokastro im Westen bis hinter Megara im Osten erstreckte, einschließlich der Stadt Korinth. Das Gebiet mit sehr starken Erschütterungen (Stufe VII) umfasste Athen, wobei in einigen Teilen der Stadt je nach Bodenbeschaffenheit Erschütterungen der Stufe VIII bis IX zu verzeichnen waren.
Das letzte Erdbeben betraf ein Gebiet mit der Intensität IX, darunter die Dörfer Kalamaki und Platees. Das Gebiet mit Beben der Stufe VIII umfasste die Stadt Thiva.
Insgesamt wurden durch die Erdbebenfolge 7.701 Gebäude zerstört, davon 1.175 in Athen, weitere 20.954 wurden schwer in Mitleidenschaft gezogen, darunter 7.824 in Athen. Drei Verwaltungsgebiete waren betroffen: Attika, Böotien und Korinthia. Die Zahl der Todesopfer lag zwischen 20 und 22, und weitere 400 bis 500 Personen wurden verletzt.
Sowohl küstennahe als auch küstenferne Gebiete waren von Erdrutschen betroffen, wobei ein großer Unterwassereinbruch möglicherweise die Ursache für den beobachteten lokalen Tsunami war. Verflüssigung und Bodenrisse wurden aus mehreren Gebieten gemeldet.